# 王の道 (ゲーム・オブ・スローンズ)
『王の道』はHBO(日本ではスター・チャンネルが放送)のファンタジー・ドラマ・シリーズである『ゲーム・オブ・スローンズ』の第1章『七王国戦記』の第2話である。プロデューサーでもあるデイヴィッド・ベニオフ と D・B・ワイスによって、原作『七王国の玉座』に基づいて脚本が書かれ、 第1話に続いてティム・ヴァン・パタンが監督した。
本エピソードのほとんどの出来事は旅の途中で起こる。エダード・スタークは〈王の手〉に就任するために、娘たちとともにキングズランディングへ戻る王の一行に加わる。ティリオンはジョン・スノウの一行に加わって〈壁〉に向かう。デナーリスは夫の率いる部族とともにドスラク人の中心都市であるヴァエス・ドスラクに向かう。一方、ウィンターフェルではキャトリンが意識のない息子ブランを看病する。
タイトルは、王都キングズランディングとウィンターフェルを結ぶ主要街道の名前に由来する。

## あらすじ

### 狭い海の向こう側
ドスラク人の中心都市の如き存在であるヴァエス・ドスラクに行く途中、ジョラー(イアン・グレン)は、密漁者を奴隷商人に売ったために七王国を追放されたとヴィセーリス(ハリー・ロイド)に告白する。ヴィセーリスは、もし自分が王であったらジョラーは罰を受けなかったはずだと言い、義理の弟となったカール・ドロゴ(ジェイソン・モモア)が軍を出し渋ることに苛立ちを見せる。
デナーリスは、結婚と遊牧民の生活に慣れることができず、婚礼の贈り物のドラゴンの卵を慈しむ。夫との性生活に苦痛を覚え、かつて娼婦であった召使に夫を喜ばす術を学ぶ。

### 〈北部〉
ブラン(アイザック・ヘンプステッド＝ライト)はジェイミーに投げ落とされて以来、昏睡状態にある。ティリオン(ピーター・ディンクレイジ)はスターク家に慰めの言葉をかけようとしないジョフリー(ジャック・グリーソン)を殴る。
スターク家は離ればなれとなる。エダード(ネッド)(ショーン・ビーン)の二人の娘は王都に同行する。ジョン・スノウ(キット・ハリントン)は叔父ベンジェンに倣って、〈壁〉の〈冥夜の守人〉に加わる。ティリオンは世界の果てを見たいと望み同行する。出発前に、ジョンはアリア(メイジー・ウィリアムズ)に剣〈ニードル〉を贈る。キャトリン(ミシェル・フェアリー)は息子ブランに付き添い続け、憎むジョンがブランに別れを言いに来た時にも追い返す。エダードがロバート王 (マーク・アディ)と出発する前に、ジョンは父に実の母のことを尋ねるが、エダードは次に会ったときに話すと約束する。旅の途中、ロバートはデナーリスとカール・ドロゴが結婚し、ヴィセーリスがドスラク人の軍を率いて〈狭い海〉を渡り、王位を取り戻しに来るかもしれないと話す。
ウィンターフェルでは夜、火事が起きる。混乱の中で暗殺者がブランを殺そうとする。キャトリンが食い止める中、ブランのダイアウルフが飛び込んできて、暗殺者の喉を食いちぎる。キャトリンの疑いは増し、ブランが落ちた塔で長い金髪の一房を見つけ、ラニスター家が絡んでいると考える。長男のロブ(リチャード・マッデン)、メイスター・ルーウィン、武術師範のサー・ロドリック・カッセル、そして里子のシオン・グレイジョイ(アルフィー・アレン)と話しあった後、密かにロドリックとともにキングズランディングに行き、夫に警告することにする。

### 〈壁〉にて
ジョンとティリオンはベンジェン・スタークやほかの新兵とともに 〈壁〉に着き、初めてその威容を目にする。ジョンは〈冥夜の守人〉が、〈壁〉の向こうにすむ恐ろしい生き物と戦う高貴な任務であると言うが、ティリオンはそれをからかい、現在はウェスタロスの不要な連中-犯罪者、囚人、そして落とし子-の廃棄場であると指摘する。

### 〈王の道〉沿いの旅籠
キングズランディングに行く途中、王の一行は宿で休息する。婚約したばかりのジョフリー(ジャック・グリーソン)とサンサ(ソフィー・ターナー)が川沿いを散歩し、アリア(メイジー・ウィリアムズ)が、肉屋の息子で友達のマイカーと木剣で遊んでいるところに出くわす。高貴な身分のアリアを打ってしまったことを責め、ジョフリーは剣を抜いてマイカーを脅す。アリアはジョフリーを打ち、そのすきにマイカーは逃げる。ジョフリーが怒ってアリアを斬ろうとした時、アリアのダイアウルフのナイメリアがジョフリーの手首を噛む。アリアはジョフリーの剣を奪い、川に投げ捨てて森に逃げ込み、ナイメリアを追い払って暗くなるまで隠れる。
ジョフリーはアリアとそのダイアウルフが自分を襲ったのだと嘘をつく。婚約者の嘘を暴きたくないため、サンサは何も覚えてないと言う。ロバート王は、女の子に武器を取り上げられた息子を叱り、それぞれの父親が子供たちを罰すればよいとして、事を治めようとする。だが王妃サーセイ(レナ・ヘディ)はナイメリアを殺すべきだと主張し、王はこれを受け入れる。ナイメリアが逃げてしまったため、代わりにサンサのダイアウルフであるレディが殺される。王の考えを変えることができず、エダードは自らレディを殺す。宿に戻る途中、ジョフリーの護衛のサンダー・”ハウンド”・クレゲイン(ロリー・マッキャン)が、肉屋の息子を追い詰めて殺し、血まみれの死体をジョフリーに見せようと持ち帰るところに出くわす。
最後のシーンで、エダードは剣を抜きながらレディに近づき、突然剣を刺して殺す。レディは苦痛の鳴き声を漏らす。このとき、遠くウィンターフェルではブランが昏睡状態から目覚める。

## 製作

### 脚本
脚本は、プロデューサーのデイヴィッド・ベニオフ と D・B・ワイス自身によって書かれ、原作第一部『七王国の玉座』の第9-10章、第12-17章、そして第23章に基づいている。
本エピソードの出来事は特に原作に忠実である。キャトリンとサーセイがブランのベッドの横で、サーセイの死んだ子のことを語るシーン、ジョンが〈壁〉に向かう前にジェイミーと対立するシーンが付け加えられている。

### キャスティング
本エピソードでは、王の処刑人イリーン・ペインの役でイギリスのミュージシャンであるウィルコ・ジョンソンが初登場する。ジョンソンにとって初めての演技経験となった。

### ロケーション
ほとんどのシーンはベルファストの映画スタジオで撮影され、街道筋の宿屋のシーンは北アイルランドで撮られた。

### ダイアウルフ
本エピソードにはダイアウルフの登場するシーンが非常に多い。そのため、実際の狼を使用することが考慮されたが、イギリスの法律や子役と演技することを考えて断念した。代わりに、エスキモー犬が使用された。
本エピソードでは、犬が主要キャラクターと絡む必要があり、難しいシーンがあった。ショーン・ビーンは、最後のレディを殺すシーンでは、犬が脅えてじっとすることができなかったと語っている。犬が安心するまでリハーサルを繰り返さざるを得ず、数分のシーンに3時間が費やされた。
レディ役の犬のザンニは、レディの飼い主であるサンサ・スタークを演じたソフィー・ターナーの家に引き取られた。

## 評判

### 視聴者数
第2話である本エピソードは第1話と同じく220万人が見て、再放送は70万人が見た。イースターの日曜日に放送されたことを考慮すれば好結果だとされた。

## 参照
1. ↑  Hibberd, James. “'Game of Thrones' ratings steady for second episode”. Entertainment Weekly. 2011年5月30日閲覧。